# Віллі Єггі
Вільгельм "Віллі" Єггі (нім. Wilhelm "Willy" Jäggi, 28 липня 1906, Золотурн — 1 лютого 1968) — швейцарський футболіст, що грав на позиції нападника, зокрема, за клуб «Лозанна», а також національну збірну Швейцарії.
Дворазовий чемпіон Швейцарії. Триразовий володар Кубка Швейцарії. 

## Клубна кар'єра
У футболі дебютував 1926 року виступами за команду «Золотурн», в якій провів один сезон. 
В 1927-1929 роках грав за клуб «Серветт» з Женеви. Став у складі команди володарем Кубка Швейцарії 1928 року. У фіналі «Серветт» переміг за рахунком 5:1 «Грассгоппер», а Еггі забив два голи. Загалом у тому розіграші кубка нападник забив 8 голів у 6-и матчах.
Згодом з 1929 по 1933 рік грав у складі клубів «Ла Шо-де-Фон» та «Уранія Женева Спорт». З женевською командою у 1932 році вийшов у фінал Кубка Швейцарії, що був програний «Грассгопперу» з рахунком 1:5.
Своєю грою привернув увагу представників тренерського штабу клубу «Лозанна», до складу якого приєднався 1933 року. Відіграв за швейцарську команду наступні шість сезонів своєї ігрової кар'єри. В сезоні 1934-1935 виграв з клубом чемпіонат Швейцарії. «Лозанна» на одне очко випередила «Серветт». В цьому ж році команда здобула Кубок Швейцарії, розгромивши у фіналі «Нордштерн» з рахунком 10:0, а Єггі забив чотири голи.
В чемпіонаті 1935-1936 «Лозанна» перемогла вдруге поспіль. Єггі став найкращим бомбардиром чемпіонату, відзначившись 30-ма голами. Влітку клуб взяв участь в Кубку Мітропи. Швейцарські представники вперше отримали запрошення виступити в турнірі і розпочинали свій шлях у кваліфікаційному раунді. Всі чотири команди зі Швейцарії не змогли пройти цю стадію. «Лозанна» зустрічалась з чехословацьким клубом «Жиденіце» і в першому матчі програла з рахунком 0:5. Вдома клуб з Лозанни виграв з рахунком 2:1 (другий гол в матчі забив Віллі), але далі пройшов суперник. 
В 1937 році «Лозанна» невдало виступила в чемпіонаті, опустившись на восьме місце. Єггі забив 21 гол і став другим у списку бомбардирів чемпіонату. В кубку команда дійшла до фіналу, де з великим рахунком програла «Грассгопперу» — 0:10. В 1938 році Віллі став третім серед найкращих бомбардирів чемпіонату Швейцарії з 17-ма голами, а його клуб зайняв шосте місце.
Завершив професійну ігрову кар'єру у клубі «Б'єн», за команду якого виступав протягом 1939—1943 років.

## Виступи за збірну
1927 року дебютував в офіційних матчах у складі національної збірної Швейцарії. Протягом кар'єри у національній команді, яка тривала 9 років, провів у її формі 21 матч, забивши 11 голів.
У складі збірної був учасником чемпіонату світу 1934 року в Італії, де зіграв проти Чехословаччини (2-3).
Помер 1 лютого 1968 року на 62-му році життя.

## Статистика виступів

### Статистика виступів в чемпіонаті
Виступи у вищому дивізіоні чемпіонату Швейцарії починаючи з сезону 1933/34.
| Сезон                       | Матчі | Голи | Клуб    |
| --------------------------- | ----- | ---- | ------- |
| Чемпіонат Швейцарії 1933/34 | 16    | 22   | Лозанна |
| Чемпіонат Швейцарії 1934/35 | 22    | 18   | Лозанна |
| Чемпіонат Швейцарії 1935/36 | 26    | 30   | Лозанна |
| Чемпіонат Швейцарії 1936/37 | 23    | 21   | Лозанна |
| Чемпіонат Швейцарії 1937/38 | 21    | 17   | Лозанна |
| Чемпіонат Швейцарії 1938/39 | 6     | 2    | Лозанна |
| Чемпіонат Швейцарії 1938/39 | 10    | 5    | Б'єн    |
| Чемпіонат Швейцарії 1939/40 | 9     | 0    | Б'єн    |
| Чемпіонат Швейцарії 1940/41 | 22    | 7    | Б'єн    |
| Чемпіонат Швейцарії 1941/42 | 26    | 12   | Б'єн    |
| Чемпіонат Швейцарії 1942/43 | 22    | 2    | Б'єн    |
| РАЗОМ                       | 205   | 136  |         |

### Статистика виступів у Кубку Мітропи
| №                      | Розіграш               | Стадія                 | Дата та місце проведення | Команда 1              | Рахунок | Команда 2       | Голи |
| ---------------------- | ---------------------- | ---------------------- | ------------------------ | ---------------------- | ------- | --------------- | ---- |
| 1                      | 1936                   | кв. раунд              | 7.06.1936 Брно           | Жиденіце (Брно)        | 5:0     | Лозанна         |      |
| 2                      | 1936                   | кв. раунд              | 14.06.1936 Лозанна       | Лозанна                | 2:1     | Жиденіце (Брно) | 70'  |
| Всього у кубку Мітропи | Всього у кубку Мітропи | Всього у кубку Мітропи | Всього у кубку Мітропи   | Всього у кубку Мітропи | 2       |                 | 1    |

## Титули і досягнення

### Командні
- Чемпіон Швейцарії (2):

«Лозанна»: 1934-1935, 1935-1936
- Володар Кубка Швейцарії (2):

«Серветт»: 1927-1928
«Лозанна»: 1934-1935

### Особисті
- Найкращій бомбардир чемпіонату Швейцарії: 1935-1936 (30)